# La fisiologia del gusto
La Fisiologia del gusto è un'opera di Anthelme Brillat-Savarin (titolo originale francese: Physiologie du Goût, ou Méditations de Gastronomie Transcendante; ouvrage théorique, historique et à l'ordre du jour, dédié aux Gastronomes parisiens, par un Professeur, membre de plusieurs sociétés littéraires et savantes (Fisiologia del gusto, o meditazioni della gastronomia trascendente; opera teorica, storica e di attualità, dedicata ai gastronomi parigini, di un professore, membro di diverse società letterarie e erudite) ne decretò il vasto successo e la notorietà presso un vasto pubblico. 

## Descrizione
La stesura del testo durò diversi anni e la sua bontà e qualità ne è certificata dalla prefazione di Honoré de Balzac che ne dice "Egli scrive con amore, la sua parola è solenne come la messa di un vescovo".
Ne 2020 Alex Revelli Sorini e Susanna Cutini ne fanno una versione epurata dai leziosismi del XVIII secolo fornendone una summa, che ci farà scoprire l'origine di alcune frasi diventate di uso comune come "Dimmi cosa mangi e ti dirò chi sei" tratto dal IV dei suo aforismi a prologo del testo.

## Edizioni in italiano
- A. Brillat Savarin, La fisiologia del gusto: meditazioni di gastronomia universale, prima versione italiana con note di Mario Foresi, A. Salani, Firenze 1914
- Anthelme Brillat-Savarin, La fisiologia del gusto o meditazioni di filosofia trascendente, rilettura gastrosofica: Alex Revelli Sorini e Susanna Cutini; revisione letteraria: Rossanina Del Santo, Il formichiere, Foligno 2020

| Controllo di autorità | BNF (FR) cb16605002x (data) |